# تشارلز آكي
تشارلز آكي (مواليد 1890) هو مبارز بالسيف بلجيكي، مثّل بلاده في الألعاب الأولمبية الصيفية 1924.

## روابط خارجية
تشارلز آكي على موقع أوليمبيديا (الإنجليزية)